# Electro dance
L'electro dance è una forma frenetica ed eccentrica di danza urbana, di solito ballata su musica electro house. Si basa su diversi stili, quali l'electronic body music, la disco music, il voguing, il waacking, l'hip hop e il glowsticking, pur non limitandosi ad essi. Si è sviluppata negli anni 2000 nei sobborghi meridionali di Parigi, principalmente nel night club Metropolis, diffondendosi poi nel resto del mondo.
L'electro dance si basa prevalentemente sul movimento delle braccia, prendendo elementi base del glowsticking come il concetto di freehand, la figure 8 e l'idea della leading hand (una mano a seguire geometricamente l'altra), pur rimanendo nell'ambito della disco, tramite l'accentuazione di pose e points come aspetto caratteristico di questo stile. A livello corporeo inferiore, i ballerini di electro tendono a usare i fianchi, le ginocchia e i piedi per trascinarsi in pista a ritmo di musica, abbastanza spesso con uno stile casuale e irregolare. Essi tendono anche a includere elementi del toprock, del Footwork da break dance, importando influenze hip-hop nella musica electro house.
Il termine "Tecktonik", accostato erroneamente all'electro dance, è un marchio registrato sorto a Parigi, che ha scatenato conflitti sul suo uso in occasione di eventi di danza o per altri usi.

## Storia
Nel 2002, Cyril Blanc e Alexandre Barouzdin organizzarono le feste Tecktonik Killer nell'ambito del loro progetto Tecktonik Events, il cui obiettivo era la promozione, in Francia, dell'hardstyle e del jumpstyle, due generi musicali nati in Belgio e Paesi Bassi. Il progetto prevedeva, nel night club Metropolis, la creazione di tre tipi di feste in cui i DJ di genere hardstyle potessero incontrarsi (le serate Blackout, Electro Rocker e - per l'appunto- Tecktonik Killer). Cyril spiegò che il nome Tecktonik è un gioco di parole derivato dalla teoria della tettonica a placche.
Insieme agli eventi, Blanc e Barouzdin crearono, con l'aiuto di designer e pubblicitari, simboli a corredo del fenomeno: colori luminescenti, guantoni, abbigliamento attillato, ecc. Dato il successo delle serate, Cyril Blanc registrò i marchi Tecktonik e TCK, prima in Francia, poi nel 2007 a livello internazionale, per impedire che altri club promuovessero eventi usando quelle parole.
Il Tecktonik godette di crescente successo e si diffuse in Francia tramite raduni per strada e video pubblicati in Internet. Nel 2007, media mainstream svilupparono interesse per il fenomeno, contribuendo alla sua diffusione. La danza divenne nota al grande pubblico grazie all'uso fatto in videoclip musicali. Nel settembre 2007, la Techno Parade aumentò la visibilità dello stile. Nel settembre dello stesso anno, il canale televisivo TF1 divenne ufficialmente l'agenzia internazionale del Tecktonik, con lo scopo di promuoverlo al di fuori dei confini nazionali.
Col passare degli anni, l'Electro Dance, ha avuto modo di evolversi incredibilmente sotto moltissimi aspetti, divenendo di conseguenza sempre più apprezzata dal grande pubblico e nel mondo della danza.